# Roger Scruton
Sir Roger Vernon Scruton (Manchester, 1944. február 27. – Brinkworth, Wiltshire, 2020. január 12.) angol konzervatív filozófus, esztéta.

## Egyetemi pályafutása
A Buckingham Egyetem Filozófia intézetének vendégtanára. Korábban a Cambridge-i Christ's College tanulmányi igazgatója volt (1971–1991).

## Életpályája
1974-ben megalapítja a Conservative Philosophy Group-ot, 1982-ben a Claridge Press-t. A CEC Government Relations alapítója és elnöke, Anthony Barnettel társalapítója a Town and Country Forum-nak. A Salisbury Review főszerkesztője 1983-tól (a lap indulásától) 2000-ig. Folyamatosan közreműködik a Right Reason nevű konzervatív filozófiai weblogban. A rókavadászat ismert szószólója.
Az 1990-es évek elején a tanítást és a várost hátrahagyva Wiltshire-be költözött, és megalapította posztmodern mezőgazdasági tanácsadó cégét, a Horsell’s Farm Enterprises-t.
Filozófiai munkássága mellett regényírással és zeneszerzéssel is foglalkozik. Esztétaként behatóan foglalkozott Richard Wagner munkásságával, könyvet írt a Ringről és a Trisztán és Izoldáról.

## Magánélete
1973-ban feleségül vette a francia Danielle Laffitte-et. 1979-ben váltak el.
1996-ban Scruton elvette a 28 évvel fiatalabb Sophie Jeffreyst. A házasságból egy fiú és egy lány született.

## Művei
- Art and Imagination (1974)
- The Aesthetics of Architecture (1979)
- The Meaning of Conservatism (1980, 1984, 2000)
- The Politics of Culture and Other Essays (1981)
- Fortnight’s Anger (novella) (1981)
- A Short History of Modern Philosophy (1982, 1995, 2001)
- A Dictionary of Political Thought (1982, 1996, 2007)
- The Aesthetic Understanding (1983, 1997)
- Kant (1983, 2001)
- Untimely Tracts (1985)
- Thinkers of the New Left (1986)
- Sexual Desire (1986)
- Spinoza (1987, 2002)
- A Land Held Hostage (Lebanon and the West) (1987)
- The Philosopher on Dover Beach and other essays (1989)
- Francesca (novella) (1991)
- A Dove Descending and other stories (1991)
- Conservative Texts (1992)
- Xanthippic Dialogues (1993)
- Modern Philosophy (1994)
- The Minister (opera) (1994)
- The Classical Vernacular: architectural principles in an age of nihilism (1995)
- Animal Rights and Wrongs (1996, 2000)
- An Intelligent Person's Guide To Philosophy (1996, 2005: Philosophy: Principles and Problems)
- The Aesthetics of Music (1997)
- On Hunting (1998)
- An Intelligent Person’s Guide to Modern Culture (1998, 2000)
- Spinoza (1998)
- Perictione in Colophon (2000)
- England: an Elegy (2001)
- The West and the Rest: Globalisation and the terrorist threat (2002)
- Death-Devoted Heart: Sex and the Sacred in Wagner’s Tristan und Isolde (2004)
- The Need for Nations (2004)
- News from Somewhere: On Settling (2004)
- Gentle Regrets: Thoughts from a Life (2005)
- Violet (2005)
- A Political Philosophy (2006)
- Animal Rights and Wrongs (2006)
- Arguments For Conservatism (2006)
- Immigration, Multiculturalism and the Need to Defend the Nation State – Online verzió (2006)
- Culture Counts: Faith and Feeling in a World Besieged (2007)

### Magyarul
- Mi a konzervativizmus? Válogatott esszék; ford. Jónás Csaba; Osiris, Bp., 1995 (Osiris könyvtár. Politikai gondolkodók)
  - Mi a konzervativizmus?
  - Filozófus a Doveri-öbölben
  - A haladás eszméje
  - Hegel mint konzervatív gondolkodó
  - Lukács György
  - Michel Foucault
  - Xanthippé köztársasága
  - Hogyan lehetünk nem-liberális, antiszocialista konzervatívok?
  - Többes szám első személy
  - Vörösök és zöldek
  - Az újjobboldal Közép-Európában – Csehszlovákia; Lengyelország és Magyarország
  - Töprengések a Kelet-Európai forradalmakról
  - A liberál-konzervativizmus és Közép-Európa
  - Mi az, hogy jobboldal?
- Ki, mit és miért? Nemzetek feletti kormányzat, legitimitás és az Egészségügyi Világszervezet; ford. Sellei Iván; Századvég, Bp., 2000 (Közpolitikai tanulmányok)
- A konzervativizmus jelentése; ford. Szabó Péter; Novissima, Bp., 2002
- Anglia, egy eltűnő ideál; ford. Csaba Ferenc; Typotex, Bp., 2004 (Civil szellem)
- A nemzetek szükségességéről. Két tanulmány / A nyugat és a többi: a globalizáció és a terrorveszély; ford. Pásztor Péter; Helikon, Bp., 2005
- Iszom, tehát vagyok. Egy filozófus borkalauza; ford. Módos Magdolna, Olay Csaba; Akadémiai, Bp., 2011
- A pesszimizmus haszna és a hamis remény veszélye; ford. Csordás Gábor; Noran Libro, Bp., 2011
- Zöld filozófia. Hogyan gondolkozzunk felelősen bolygónkról?; ford. Szilágyi-Gál Mihály, Zsélyi Ferenc; Akadémiai, Bp., 2018
- Futóbolondok, csalók, agitátorok. Az újbaloldal gondolkodói; ford. Betlen János; KKETTK Közalapítvány, Bp., 2019
- A szépről; ford. Orosz István; MMA, Bp., 2019 (Pars pro toto)
- Hogyan legyek konzervatív; ford. Kaszás Fanni; T.bálint, Törökbálint, 2021 (Hagyomány, érték, tisztelet)
- Roger Scruton–Mark Dooley: Beszélgetések Roger Scrutonnal; ford. Bátori Tamás; Ludovika Egyetemi Kiadó, Bp., 2021
- A zenéről; ford. Boros Botond Attila; MMA, Bp., 2022 (Pars pro toto)
- A világ lelke; ford. Barkóczi András; MCC Press Kft., Bp., 2022
- Hogyan legyünk konzervatívok; ford. Tombor András; MCC Press Kft., Bp., 2023 (Idea conservativa)
- A konzervativizmus; ford. Barkóczi András; MCC Press, Bp., 2023

#### Folyóiratokban megjelent írások
- Filozófus a Doveri-öbölben. Bp. Valóság, 1994 (In: Valóság, 1994. június)
- Totalitarizmus és joguralom. Bp. 1995 (In: Joguralom és jogállam)
- Miért lettem konzervatív (in: Kétezer, 2003/5.)
- Kommunitárius álmok. Bp. Századvég, 2005 (In: Századvég, 2005/1.)
- A lámpaoszlopok és telefonfülkék jelentőségéről. In: Kommentár, 2008/2. (Why Lampposts and Phone Booths Matter. City Journal, Summer 1996)

## Elismerések
- A Magyar Érdemrend középkeresztje a csillaggal (2019)